# Al Doilea Război Civil American
Războiul Civil American a avut loc între 1861 și 1865, după care Uniunea a fost păstrată. Referințe retorice sau hiperbolice la un potențial al Doilea Război Civil American au fost făcute de mai multe ori de-a lungul istoriei Statelor Unite.

## Vezi și
- Războiul Civil American
- Războiul de Independență al Statelor Unite ale Americii
- Statele Confederate ale Americii